# Le Bras armé de Wang Yu contre la guillotine volante
Pour plus de détails, voir Fiche technique et Distribution.
Le Bras armé de Wang Yu contre la guillotine volante (en mandarin : 独臂拳王大破血滴子, Dú Bì Quán Wáng Dà Pò Xuě Dī Zǐ) est un film d'arts martiaux hongkongais-taïwanais écrit et réalisé par Jimmy Wang Yu, sorti en 1976. Il s'agit de la suite directe du Boxeur manchot, sorti en 1971. 

## Synopsis
Le boxeur et sabreur manchot Wang Yu , qui a présent enseigne les arts martiaux, est recherché par un maître aveugle du kung-fu, Fung Sheng Wu Chi, qui souhaite se venger de la mort de deux de ses disciples, tués par Wang lors d'un affrontement mortel. Mais ce dernier est mis en danger lorsqu'il découvre que son nouvel ennemi manie une arme fatale : la guillotine volante. Elle est tout simplement capable de décapiter ses rivaux, projetée grâce à une longue chaîne métallique. Alors qu'un tournoi international d'arts martiaux approche, Wu Chi, qui tue sur son passage tous les manchots qu'il croise, interrompt les combats brutalement, tuant celui qu'il pensait être Wang et blessant sa fille, la  valeureuse Wu Shao Tieh.  Il se lie avec un participant Thai pour le localiser et l'éliminer tandis que, de leur côté, deux autres compétiteurs recherchent Wang pour le défier : un Hindou aux bras extensibles et un maitre japonais retord. Impuissant face à cette nouvelle arme, Wang et son équipe devront faire preuve de créativité pour la confronter et mettre à terre tous ces ennemis.

## Fiche technique
- Titre : Le Bras armé de Wang Yu contre la guillotine volante
- Titre original : 独臂拳王大破血滴子 (Dú Bì Quán Wáng Dà Pò Xuě Dī Zǐ)
- Réalisation et scénario : Jimmy Wang Yu
- Photographie : Chiu Yao-hu
- Musique : Frankie Chan
- Montage : Kwok Ting-hung
- Production : Wong Cheuk-hon
- Société de production : First Films
- Sociétés de distribution : Epoch Entertainment & Pathfinder Pictures
- Pays d'origine :  Hong Kong,  Taïwan
- Langue : Mandarin
- Genre : action
- Durée : 93 minutes
- Dates de sortie : 
  -  Hong Kong : 24 avril 1976
  -  France : 23 mai 1979

## Distribution
- Jimmy Wang Yu : Liu Ti Lung, le manchot (crédité comme Jimmy Wang Yu[1])
- Chin Kang : Fung Sheng Wu Chi
- Lung Kun Yee : Wu Shao-tieh, la fille du manchot
- Lau Ka Wing : un combattant
- Wong Wing-sang : l'Indien
- Tsen Chien-Po : Nai Men
- Lung Fei : Yakuma
- Yu Chung-chiu : Wu Chang Sang
- Shan Mao : le coupeur de bambou
- Wang Tai-lang : Ma Wu Kung
- Shih Ting-ken : un étudiant du manchot
- Lung Sai-ga : Wang Jiang
- Philip Kwok : Chang Chia Yu
- Lung Fong : Tiger Fists
- Sun Jung-chi : Daredevil Lee San
- Wong Lik : Tornado Knives Lei Kung